# Yérim Diagne
Yérim Diagne (né à l'époque en Afrique-Occidentale française et aujourd'hui au Sénégal, et mort le 10 mars 2014 à Dakar) est un joueur de football international sénégalais, qui évoluait au poste de milieu de terrain et de défenseur, avant de devenir ensuite entraîneur.

## Biographie

### Carrière de joueur

#### Carrière en club
Il joue au Réveil de Saint-Louis.

#### Carrière en sélection
Il joue en équipe du Sénégal entre 1963 et 1973.
Il dispute avec le Sénégal les Jeux de l'Amitié de 1963 et les Coupes d'Afrique des nations de 1965 et de 1968,. Le Sénégal se classe quatrième de la CAN en 1965.

## Palmarès
- Médaille d'or aux Jeux de l'Amitié de 1963 à Dakar[4]